# Ghoul (miniserie televisiva)
Ghoul è una miniserie televisiva indiana creata e diretta da Patrick Graham.
È stata interamente pubblicata a livello internazionale il 24 agosto 2018 su Netflix.
La miniserie è composta da un unico film della durata di 136 minuti diviso in 3 puntate.

## Trama
Siamo in un’India distopica, in cui una serie di crimini e attentati ha spinto il governo ad instaurare una dittatura totalitaria in cui i libri vengono bruciati e le scuole chiuse e proibite. Nida, qui interpretata da Radhika Apte, è un membro delle forze dell’ordine, specializzata in interrogatori e fieramente leale alle nuove leggi, al punto da denunciare il proprio padre. Inviata in un centro di detenzione e voluta fortemente dal colonnello Dacunha (Manav Kaul), la ragazza ha il compito di interrogare il terrorista più pericoloso del Paese, Ali Saeed. Tuttavia il detenuto inizia a mettere i suoi carcerieri l’uno contro l’altro, rivelandosi come un essere che non appartiene a questo mondo…

## Personaggi e interpreti
- Nida Rahim, interpretata da Radhika Apte[4]
- Dacunha, interpretato da Manav Kaul[4]
- Laxmi, interpretata da Ratnabali Bhattacharjee
- Ali Saeed, interpretato da Mahesh Balraj
- Babloo, interpretato da Mallhar Goenka
- Capitano Lamba, interpretato da Rohit Pathak

## Produzione
Il 3 settembre 2014, Blumhouse Productions, Phantom Films e Ivanhoe Pictures hanno annunciato un accordo di collaborazione per la creazione di film horror in lingua locale in India. Il primo dei tre film è Ghoul, scritto e diretto da Patrick Graham. Radhika Apte e Manav Kaul sono i protagonisti del film.
Le riprese si sono svolte a giugno 2016. A febbraio 2018, Netflix ha acquistato il film e lo ha convertito in una miniserie in tre parti.

## Promozione
La serie è stata presentata in anteprima a Mumbai il 22 agosto 2018.

## Distribuzione
Le tre puntate sono state interamente distribuite su Netflix il 24 agosto 2018.